# Кръгозор (вестник)
Вестник „Кръгозор“ е издание на комсомолската организация на 114 АЕГ, излизал от пролетта на 1985 г. до лятото на 1987 г. Разпространява се безплатно.
Вестникът е ученическо-комсомолско издание в България, като още от първия си брой разглежда главно политически теми, които далеч надхвърлят ученическата тематика. В „Кръгозор“ се публикуват както разговори с известни българи като поета Георги Джагаров (заместник-председател на Държавния съвет на НРБ), така и интервюта със световноизвестни личности. Такива са напр. интервютата с унгарската режисьорка Марта Месарош, съветските писатели Иван Стаднюк, Владимир Железников, Инна Сабурова и др. Повечето от тези интервюта са публикувани само в „Кръгозор“, тъй като са на автори, известни със своите позиции, недопустими за медиите в социалистическа България. Вероятно това е сред причините, поради която изданието е класифицирано като дисидентско.
Във вестника се публикуват карикатури и статии, препечатани от други издания. Някои от тях са с антиамериканска и антикапиталистическа насоченост, понякога се срещат и такива срещу отделни недостатъци на комунистическия режим (комикс на Юлиян Пиперов по адрес на ученическите бригади, статия на Тодор Панайотов срещу продължителната задължителна военна служба, посочените интервютата), а трети разкриват неизвестни за страната факти от съветската преса, която по онова време преживява т.нар. перестроечен бум. Вестникът е и основна трибуна за творчеството на учениците от гимназията, които публикуват в него свои есета, стихове и статии.
В изданието не се спазват никакви правила по отношение на авторските права на материали – карикатури и статии, препечатвани от чуждестранните издания. Практиката е да се изрязват статии и карикатури от други издания, да се фотокопират за изданието, както и да се публикуват авторизирани преводи (напр. „Червената шапчица в алтернатив“) и др.
През 1986 г. публикуваната във вестника таблица (адаптирана от книгата на Мартин Гарднър „Математически развлечения“, том 3) за съставяне на изречения за произнасяне на партийни речи е копирана (изплагиатствана) от вестник "Стършел" без посочване на авторите или изданието, откъдето е взета. В резултат се започва дискусия между вестниците „Стършел“ и „Литературен фронт“ по темата за плагиатството. Тази схема е многократно приспособявана към текущия политически дебат в България след 10 ноември 1989 г. (за Симеон Сакскобургготски и за Бойко Борисов).
Последният издаден брой през 1988 г. е пуснат за печат в печатницата на Информационния център за трансфер на технологии „Информа“, но е спрян, след като е набран и е отпечатан макетът. Налага се и този брой да бъде копиран и разпространен безплатно сред учениците.
Издадени са 18 броя на вестника, с общ тираж около 5000 броя. Всичките се преснимат на копирни машини в Държавния съвет и се заплащат в брой срещу издавана от администрацията разписка. Разписката служи за оправдание на директорката на гимназията Бонка Бъчварова в Районния комитет на БКП, където изразяват нееднократно своето отрицателно отношение към свободните мнения, изказвани от учениците в изданието.
Редколегията на вестника е съставена от ученици в гимназията под ръководството на учителката по литература Рене Къдрева. Вестникът има свои кореспонденти и в чужбина – отново ученици или студенти. В редколегията участват ученици от известни семейства от комунистическата номенклатура, като Тодор Славков, Росен Дойнов, Нина Маркова и др. В Москва кореспондент е Сергей Станишев. Главен редактор на вестника е Вени Марковски.
- Корица на броя от февруари 1987 г.
- Редакционната колегия през февруари 1987 г.
- Примерно съдържание на броя от февруари 1987 г.
- Уводната статия от февруари 1987 г.